# Tigrigobius redimiculus
Tigrigobius redimiculus é uma espécie de peixe da família Gobiidae e da ordem Perciformes.